# Zugokosmoceras
Zugokosmoceras là một chi động vật chân đầu đã tuyệt chủng thuộc Phân lớp Cúc đá.
Có hai loài thuộc chi Zugokosmoceras được ghi nhận, gồm  Zugokosmoceras obductum và Zugokosmoceras jason. Mẫu vật của chi này được tìm thấy ở Thụy Sĩ và Pháp. Zugokosmoceras thuộc kỷ Jura.